# Механічний еквівалент теплоти
Механі́чний еквівале́нт теплоти́ (англ. Mechanical equivalent of heat) — кількість роботи в механічних одиницях (кілограм-сила-метрах або джоулях), що є еквівалентною одиниці тепла (в калоріях); дорівнює 0,4269 кгс·м/кал або 4,18 Дж/кал. Величина механічного еквівалента теплоти є оберненою величиною до теплового еквівалента роботи.
Експериментальне визначення механічного еквівалента теплоти відіграло вирішальну роль у встановленні і підтвердженні закону збереження і перетворення енергії.
В Міжнародній системі одиниць (SI), де прийнято єдину одиницю вимірювання роботи і тепла — джоуль, необхідність користуватися поняттям механічного еквівалента теплоти відпала.

## Історична довідка
Ще з часів античності існували дві теорії природи теплоти. Згідно з однією з них, теплота — це речовина (що характеризується такими поняттями, як флюїд, субстанція, флогістон чи теплець); згідно з другою, теплота — це характеристика стану тіла. Думку про те, що теплота — це речовина, яка не породжується і не знищується, а тільки перерозподіляється між тілами, висловив ще у 1613 році Галілей. Хоча процеси обміну тіл теплом інтуїтивно зрозумілі, фізичну природу цих явищ збагнути було досить нелегко. Багато хто ототожнював вогонь з теплотою, інші ж вважали вогонь лише джерелом теплоти, а теплоту — якимось станом тіл.
Лише під кінець XIX сторіччя виробилося розуміння того, що тепло зумовлене хаотичним рухом атомів і молекул. До того вважалося, що обмін теплом між тілами викликаний перетіканням від одного тіла до іншого певної невловимої речовини. В XVII столітті Йоган Бехер запропонував теорію флогістону, за допомогою якої намагався пояснити горіння. Після відкриття кисню Антуан Лавуазьє запропонував свою власну калоричну теорію, в якій тепло визначалося, як певна невагома речовина теплець, що перетікає між тілами.
Німецький фізик Герман Гельмгольц першим висунув гіпотезу про те, що внутрішню причину взаємного перетворювання теплоти в роботу можна знайти (яким чином — він не вказав), звівши теплові явища до механічних, тобто до явищ руху. Шлях, яким це можна зробити, був знайдений у 1856 р. німецькими фізиками Августом Кренігом (1822—1879), а роком пізніше — Рудольфом Клаузіусом (1822—1888).
Основне положення кінетичної теорії було сформульоване у 1738 році ще швейцарським вченим Даніелем Бернуллі (1700—1782) у розділі X «Гідродинаміки» (лат. «Hydrodynamica, sive de Viribus et Motibus Fluidorum commentarii. Opus Academicum…»). Згідно з Бернуллі, теплота — це зовнішній прояв коливального руху молекул. На основі цієї гіпотези Даніель Бернуллі тлумачив тиск газу як результат дії його молекул на стінки посудини внаслідок зіткнень. Ця теорія повторно висувалася багато разів і після Бернуллі.
Проте уявлення цих вчених носили виключно якісний характер, зокрема тому, що для поглибленого кількісного вивчення потрібна була надійніша теорія атомної будови речовини. До середини XIX сторіччя атомістика зробила такий крок вперед, що фізики вже могли з довірою її використовувати, і вона почала зближатись з механічною теорією теплоти в єдину кінетичну теорію газів. Основоположником механічної теорії теплоти був Рудольф Клаузіус, який розпочав у 1850 р. свої класичні дослідження принципу еквівалентності теплоти і роботи, а також закону збереження енергії.
Вирішальну роль у встановленні цих взаємозв'язків історія відводить Роберту Маєру, Джеймсу Джоулю і Герману Гельмгольцу.
Р. Маєр чітко сформулював закон збереження енергії і теоретично розрахував чисельне значення механічного еквівалента теплоти. За його уявленнями, рух, теплота, електрика — якісно різні форми «сил» (як тоді називали енергію). Ідеї Маєра мали настільки узагальнюючий і універсальний характер, що вони спочатку не були сприйняті сучасниками.

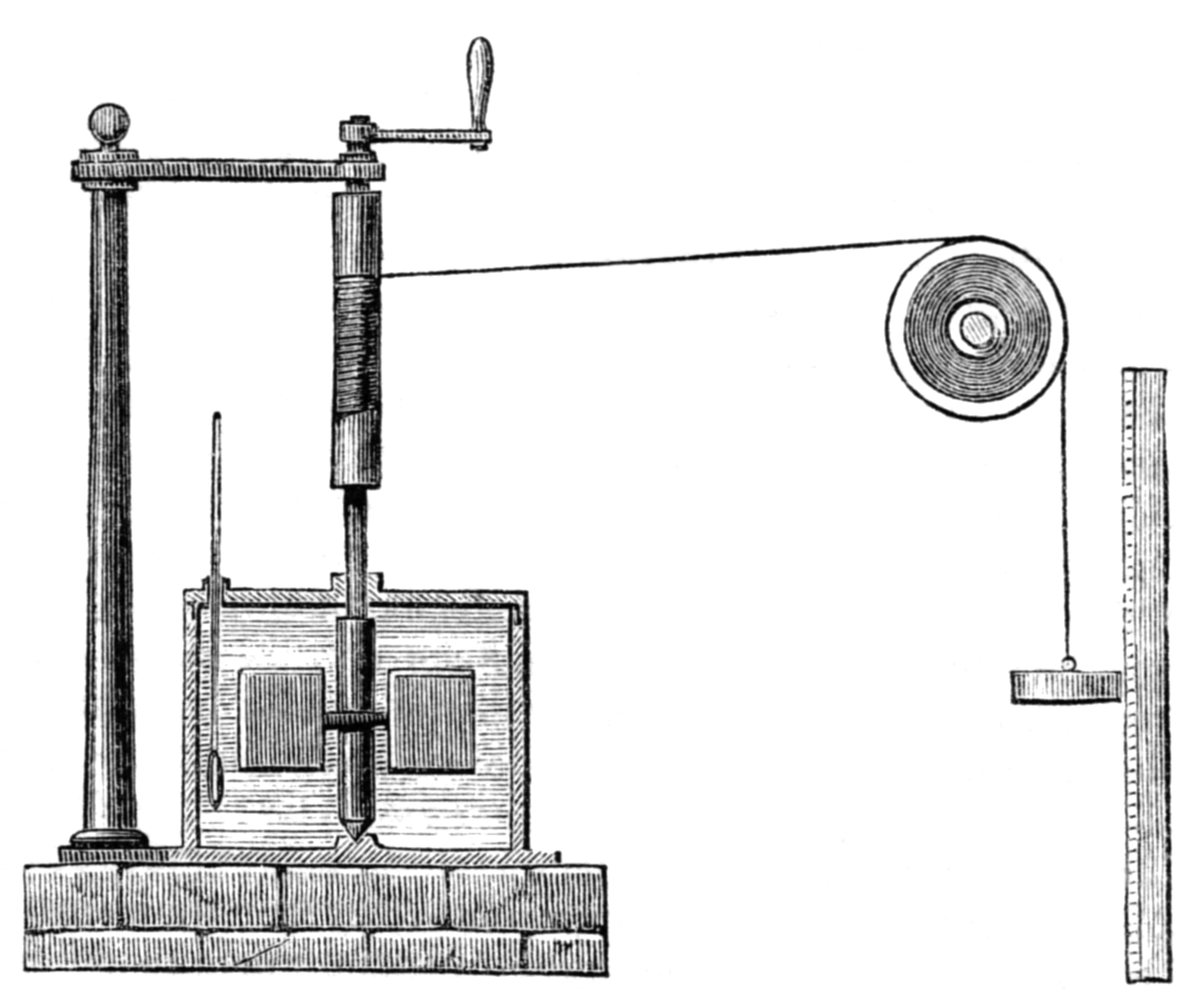
Апарат Д.Джоуля для визначення механічного еквівалента теплоти (1869)

Доказом існування кількісного співвідношення між «силами» різної природи, що приводять до виділення теплоти, зайнявся в 1843—1847 рр. Д. Джоуль.
Він провів класичні вимірювання механічного еквівалента теплоти, розробив термометри, які вимірювали температуру з похибкою до однієї двохсотої градуса, що дозволило йому виконувати вимірювання з найвищою для того часу точністю. Основною рисою Джоуля був суворий експериментальний підхід до цих явищ. Дослідна установка, що застосовувалася Джоулем, стала класичною. Ідея досліду полягала у нагріванні води в посудині за рахунок тертя при перемішуванні її крильчаткою, що приводилася в дію падаючими вантажами, і визначенні співвідношення між виконаною роботою і теплотою, яка утворилася. Була встановлена загальна міра теплоти і роботи. Нагрівання 1 кг води на 1 градус виявилося рівноцінним підйому 1 кг вантажу на 460 м (за розрахунками Р. Маєра роком раніше — на 365 м).
У подальші роки Джоуль та інші дослідники доклали багатьох зусиль до того, аби уточнити значення теплового еквівалента, довести його повну універсальність. Було доведено, що яким би способом не переходила робота в теплоту, кількість теплоти, що з'являється, завжди пропорційна до затраченої роботи.
У червні 1847 р. Джоуль зробив доповідь на зборах Британської асоціації вчених, у якій повідомив про свої точні вимірювання механічного еквівалента теплоти. На слухачів доповідь спочатку не справила ніякого враження і не була належним чином оцінена ними, доки молодий і палкий Вільям Томсон (майбутній лорд Кельвін) не пояснив своїм колегам значення робіт Джоуля. Ця доповідь стала поворотним пунктом в кар'єрі Джоуля. Він став одним з найавторитетніших вчених свого часу, володарем багатьох титулів і нагород.
Не дивлячись на те, що Джоуль обґрунтував закон збереження енергії на досліді, він не дав у своїх роботах його виразного формулювання. Ця заслуга належить німецькому природодосліднику Герману Гельмгольцу, який у 1847 році в праці «Про збереження сили» (нім. Über die Erhaltung der Kraft) виклав у найзагальнішому вигляді закон збереження енергії. 26-річний автор цієї праці був лікарем-хірургом гусарського ескадрону. У роботі було детально обґрунтовано закон збереження енергії і вперше дано його математичне трактування, що підкреслювало загальний характер цього закону.
Згідно з механічною теорією теплоти передача енергії від однієї системи до іншої або від одного тіла до іншого відбувається лише у двох можливих формах — у формі теплоти або у формі роботи. У першому випадку енергія передається у вигляді хаотичного (теплового) руху молекул і атомів без зміни форми руху в самому процесі її передачі. У другому випадку енергія, що перетворюється з одного виду в інший, передається у формі направленого руху. Передача енергії у формі теплоти виникає завжди за наявності різниці температур між тілами (зовнішній теплообмін) або між окремими частинами одного і того ж тіла (внутрішній теплообмін).
Надалі на долю інших вчених залишилися лише перевірка і застосування принципу збереження і перетворення енергії. Успіх всіх цих досліджень привів до того, що закон збереження і перетворення енергії був загальновизнаний як фундаментальний закон природознавства.